# PepsiCo
PepsiCo, Inc. ist ein US-amerikanischer Getränke- und Lebensmittelkonzern mit Sitz in Purchase im Bundesstaat New York. Dieser ist derzeit der größte Mitbewerber der Coca-Cola Company.
In den Forbes Global 2000 der größten börsennotierten Unternehmen belegt der Konzern Platz 75 (Stand: 2024). Das Unternehmen kam Mitte 2024 auf einen Börsenwert von über 250 Mrd. US-Dollar.

## Unternehmensgeschichte
Das Unternehmen ging 1965 aus einem Zusammenschluss von Pepsi-Cola – dessen Wurzeln bis 1898 zurückreichen – und Frito-Lay hervor.  Zum Zeitpunkt der Gründung wurde PepsiCo nach dem Delaware General Corporation Law gegründet und hatte seinen Hauptsitz in der 500 Park Avenue in Manhattan, New York City. Der Hauptsitz des Unternehmens wurde 1970 an den heutigen Standort an die 700 Anderson Hill Road in Purchase, New York, verlegt.
Zwischen den späten 1970er und der Mitte der 1990er Jahre expandierte PepsiCo durch den Erwerb von Unternehmen, die nicht zu seinem Kerngeschäft der verpackten Lebensmittel- und Getränkemarken gehörten; aus diesen nicht zum Kerngeschäft gehörenden Geschäftsbereichen zog sich das Unternehmen jedoch 1997 weitgehend zurück, verkaufte einige und gliederte andere in ein neues Unternehmen namens Tricon Global Restaurants (heute Yum! Brands, Inc.).
Auf die 1997 abgeschlossenen Veräußerungen folgten mehrere groß angelegte Übernahmen, da PepsiCo begann, seine Geschäftstätigkeit über Softdrinks und Snacks hinaus auf andere Lebensmittel- und Getränkesparten auszuweiten. PepsiCo kaufte 1998 das Orangensaftunternehmen Tropicana Products von der Seagram Company für 3,3 Milliarden Dollar, und fusionierte 2001 mit der Quaker Oats Company, wodurch unter anderem die Sportgetränkelinie Gatorade und andere Quaker Oats-Marken wie Chewy Granola Bars und Aunt Jemima hinzukamen.[25]
Im Mai 2005 erwarb PepsiCo von dem US-amerikanischen Getränkehersteller Sunny Delight Beverages unter anderem die deutsche Marke Punica und stieg damit in den deutschen Fruchtsaft-Markt ein.
Das Tochterunternehmen Pepsi Bottling Group, das zuvor im Aktienindex S&P 500 vertreten war, wurde am 4. August 2009 von PepsiCo zusammen mit einem weiteren großen Pepsi-Abfüller, PepsiAmericas, übernommen und als Pepsi Beverages Company eingegliedert.
Am 20. August 2018 gab PepsiCo bekannt, dass es eine Vereinbarung zur Übernahme von SodaStream getroffen hat. Der Kauf wurde im Dezember 2018 als Teil eines strategischen Plans abgeschlossen, mit dem Pepsi gesündere Produkte anbieten will.
Das Unternehmen verringerte 2020 den Zuckergehalt von Pepsi und fügte stattdessen Süßstoffe hinzu. 2023 überarbeitete das Unternehmen anlässlich des 125. Jubiläum das Logo der Pepsi-Marke, welches ab 2024 weltweit verwendet wird.
Im März 2025 gab PepsiCo bekannt, die präbiotische Limonadenmarke Poppi für mehr als 1,6 Milliarden Dollar zu kaufen.
| CEO               | Zeitraum  |
| ----------------- | --------- |
| Donald Kendall    | 1971–1986 |
| D. Wayne Calloway | 1986–1996 |
| Roger Enrico      | 1996–2001 |
| Steven Reinemund  | 2001–2006 |
| Indra Nooyi       | 2006–2018 |
| Ramon Laguarta    | seit 2018 |

## Beteiligungen und Tochterunternehmen

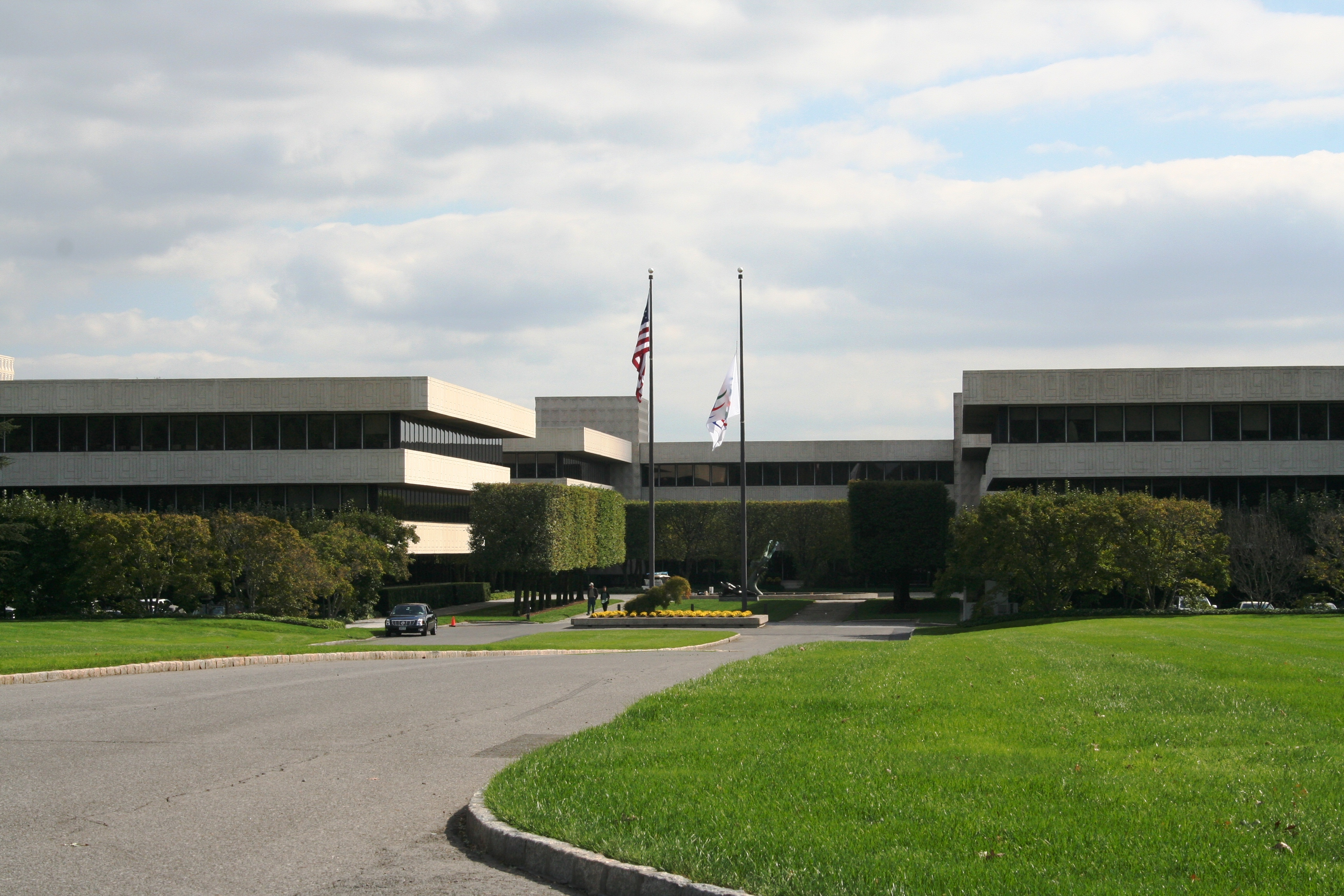
Hauptsitz von PepsiCo

2011 gründete PepsiCo ein Gemeinschaftsunternehmen seiner Tochter Quaker Oats mit der Unternehmensgruppe Theo Müller namens Muller Quaker Dairy. PepsiCo beabsichtigte damit angesichts rückläufiger Nachfrage nach Süßgetränken eine Diversifizierung seines Produktspektrums, und Müller den Einstieg in den US-Markt. 2013 nahm man in Batavia (City, New York) ein Joghurtwerk in Betrieb. Ende 2015 wurde das Joint-Venture wegen zu niedriger Umsätze aufgelöst und das Joghurtwerk an Dairy Farmers of America verkauft.
2020 wurde bekannt, dass PepsiCo zusammen mit Nestlé, L’Oréal, Suntory und anderen am Unternehmen Carbios beteiligt ist, die ein spezielles Verfahren für Plastikrecyling durch Enzyme entwickelt.

### Ehemalige Beteiligungen
1997 wurden die bisher zu PepsiCo gehörenden Fastfood-Ketten Kentucky Fried Chicken (seit 1986), Pizza Hut (seit 1977) und Taco Bell (seit 1978) unter der Dachmarke Tricon Restaurants Inc. abgespalten.

## Marken
PepsiCo besitzt neben den sechs großen Marken Pepsi, Rockstar (in Deutschland), Tropicana, Frito-Lay, Quaker und Gatorade viele kleinere.
- Pepsi, mit Pepsi-Cola, Caffeine-Free Pepsi, Diet Pepsi, Pepsi Light, Caffeine-Free Diet Pepsi, Caffeine-Free Pepsi Light, Wild Cherry Pepsi, Pepsi BOOM!, Pepsi Vanilla, Pepsi With Lime, Pepsi Max, Pepsi Max Wild Cherry, Pepsi Max Mango, Pepsi Max Ginger, Pepsi Twist, Pepsi ONE, Pepsi X und Pepsi Ice.
- Mountain Dew
- andere US-amerikanische kohlensäurehaltige Softgetränke wie etwa Frawg, Mug Root Beer, Starry und Tropicana Twister Soda
- 7 Up (außerhalb der USA)
- andere US-Getränke wie Aquafina, die Säfte von Dole, Gatorade, Mountain Dew AMP, Propel Fitness Water, SoBe, Quaker Milk Chillers und Tropicana
- Getränke, die außerhalb der Vereinigten Staaten vermarktet werden: Alvalle, Concordia, Copella, Evervess, Fiesta, Frui’Vita, Fruko, Kas, Loóza, Manzanita Sol, Mauby Fizzz, Mirinda, Paso de los Toros, Radical Fruit, San Carlos, Schwip Schwap,[24][25] Shani, Teem, Triple Kola und Yedigün
- Frito-Lay-Marken: Baken-ets, Barcel, Bocabits, Cheese Tris, Cheetos, Chester’s, Chizitos, Churrumais, Cracker Jack, Crujitos, Doritos, Fandangos, Fritos, Funyuns, Gamesa, Go Snacks, Grandma’s Cookies, Hamka’s, Lay's, Miss Vickie’s, Munchies, Munchos, Nik Naks, Oberto Meat Snacks, Quavers, Rold Gold, Ruffles, Rustler’s Meat Sticks, Sabritas, Sabritones, Santitas, Smartfood, The Smith’s Snackfood Company, Sonric’s, Stacy’s Pita Chips, Sun Chips, Tor-tees, Tostitos, Walkers und Wotsits
- Quaker-Oats-Marken: Aunt Jemima, Cap’n Crunch, Coqueiro, Crisp’ums, Cruesli, FrescAvena, King Vitaman, Life, Qua, ähnlicke, Quisp, Rice-A-Roni und Spudz
- Florida Boy, ähnlich Bluna

### Ehemalige Marken
- Punica (verkauft 2022)

## Wettbewerb
Die Coca-Cola Company wurde stets als Hauptkonkurrent im Lebensmittelmarkt gesehen, im Dezember 2005 wurde dieser zum ersten Mal in ihrer 112-jährigen Konkurrenzgeschichte im Marktwert überholt. 2009 hatte Coca-Cola noch einen höheren Marktanteil bei den kohlensäurehaltigen Getränken in den Vereinigten Staaten. Im selben Jahr hielt PepsiCo aber bereits einen höheren Marktanteil bei den Erfrischungsgetränken, was die Unterschiede in den Produktpaletten der beiden Unternehmen widerspiegelt. Als Resultat von Firmenübernahmen und Partnerschaften in den 1990ern und 2000ern wurde das Produktportfolio von PepsiCo breiter und umfasste nun neben Getränken auch essbare Lebensmittel. Die Mehrheit von PepsiCos Einkünften kommt nun nicht mehr aus den kohlensäurehaltigen Getränken. PepsiCos Frito-Lay und Quaker Oats halten einen wesentlichen Marktanteil am US-Markt mit ca. 39 % aller verkauften Snacks 2009. Einer von PepsiCos Hauptkonkurrenten im gesamten Lebensmittelmarkt war die Kraft Foods Group, die im selben Jahr 11 % des US-Snackmarktes für sich beanspruchen konnte.

## Kontroversen
Die Werbekampagne Number Fever im Jahr 1992 sorgte durch einen Produktionsfehler auf den Philippinen für Ausschreitungen, die fünf Todesopfer forderten.
Trotz der Sanktionen gegen Russland aufgrund des russischen Überfalls auf die Ukraine konnte PepsiCo den Umsatz in Russland 2022 um 16 Prozent steigern und die Gewinne vervierfachen. Die dortigen konsolidierten Nettoumsätze stiegen von 4 Prozent im Jahre 2021 auf 5 Prozent im darauffolgenden Jahr. Entgegen eigenen Versprechungen wurde die Produktion in Russland erst etwa ein halbes Jahr nach Kriegsbeginn eingestellt. Im Januar 2024 meldete die Initiative B4Ukraine, dass PepsiCo seine Werbeagenturen angewiesen habe, den Angriffskrieg Russlands in der Pepsi-Werbung nicht zu erwähnen und Krieg, Militäreinsätze, Aggression und die ukrainischen Streitkräfte nicht zu thematisieren und diese nicht zu unterstützen.